# Disney Channel Games 2007
De Disney Channel Games 2007 was een wekelijkse miniserie die werd uitgezonden door de Disney Channel. De show liep van 15 juni 2007 tot en met 25 augustus 2007. Brian Stepanek en Phill Lewis waren de presentatoren. De serie ging over verscheidene teams van Disney Channel-acteurs die in spellen tegen elkaar streden.

## Teams

### Groene Team
- Dylan Sprouse (Captain) uit The Suite Life of Zack & Cody
- Adam Sonce uit The Suite Life of Zack & Cody
- Monique Coleman uit High School Musical, High School Musical 2
- Lucas Grabeel uit High School Musical, High School Musical 2
- Brandon Baker uit Johnny Tsunami & Johnny Kapahala: Back on Board
- Giulia Boverio (Disney Channel Italy)
- Pax Baldwin (Disney Channel United Kingdom)
- Kouki Okada (Disney Channel Japan)
- Bela Klentze (Disney Channel Germany)

### Gele Team
- Kyle Massey (Captain) uit That's So Raven & Cory in the House
- Jason Dolley uit Cory in the House
- Sabrina Bryan uit The Cheetah Girls
- Shin Koyamada uit Wendy Wu: Homecoming Warrior
- Emily Osment uit Hannah Montana
- Andrea Guasch (Disney Channel Spain)
- Robson Nunes (Disney Channel Brazil)
- Côme Levin (Disney Channel France)

### Rode Team
- Brenda Song (Captain) uit The Suite Life of Zack & Cody
- Moises Arias uit Hannah Montana
- Adrienne Bailon uit The Cheetah Girls
- Mitchel Musso uit Hannah Montana
- Ashley Tisdale uit The Suite Life of Zack & Cody, High School Musical
- Jason Earles uit Hannah Montana
- Sydney White (Disney Channel UK)
- François Civil (Disney Channel France)
- Sergio Martin (Disney Channel Spain)

### Blauwe Team
- Corbin Bleu (Captain) uit High School Musical & High School Musical 2
- Cole Sprouse uit The Suite Life of Zack & Cody
- Kiely Williams uit The Cheetah Girls
- Jake T. Austin uit Johnny Kapahala: Back on Board & Wizards of Waverly Place
- Maiara Walsh uit Cory in the House
- Isabella Soric (Disney Channel Germany)
- Giulio Rubinelli (Disney Channel Italy)
- Roger Gonzalez (Disney Channel Mexico)

## Spellen
| Naam spel                   | Korte Beschrijving                                                                              | Air Date         | Winnende Team |
| --------------------------- | ----------------------------------------------------------------------------------------------- | ---------------- | ------------- |
| Extreme Rock Paper Scissors | 1-tegen-1 Klassiek Steen-papier-Schaar (bij gelijk: gevecht)                                    | 16 juni 2007     | Gele Team     |
| Outrageous Obstacle Course  | 2 Spelers gaan tegelijk overeen opblaas hindernisbaan.                                          | 23 juni 2007     | Rode Team     |
| Dance Dunk-off              |                                                                                                 | 30 juni 2007     | Blauwe Team   |
| Extreme Egg Toss            |                                                                                                 | 7 juli 2007      | Gele Team     |
| Dunk Tank                   |                                                                                                 | 21 juli 2007     | Groene Team   |
| Hamster Ball Bowling        | 2 Spelers houden een race in een mega-hamsterbal                                                | 28 juli 2007     | Gele Team     |
| Super Soccer                |                                                                                                 | 4 augustus 2007  | Gele Team     |
| Simon Says                  | In het Simon zegt spel, Brian Stepanek is Simon en hij zegt wat mensen wel en niet moeten doen. | 11 augustus 2007 | Rode Team     |

## Score
| Team        | Week 1 | Week 2 | Week 3 | Week 4 | Week 5 | Week 6 | Week 7 | Week 8 | Total |
| ----------- | ------ | ------ | ------ | ------ | ------ | ------ | ------ | ------ | ----- |
| Gele Team   | 100    | 150    | 150    | 150    | 200    | 75     | 150    | 75     | 1050  |
| Groene Team | 200    | 100    | 75     | 200    | 100    | 200    | 200    | 150    | 1225  |
| Rode Team   | 150    | 200    | 100    | 75     | 150    | 100    | 150    | 200    | 1125  |
| Blauwe Team | 75     | 75     | 200    | 100    | 75     | 150    | 75     | 100    | 850   |

## MVP van de Week
- Week 1: Dylan Sprouse Groene Team
- Week 2: Kouki Okada Groene Team
- Week 3: Monique Coleman Groene Team
- Week 4: Dylan Sprouse Groene Team
- Week 5: Lucas Grabeel Groene Team
- Week 6: Brenda Song Rode Team
- Week 7: Ashley Tisdale Rode Team
- Week 8: Jason Earles Rode Team